# 馬內奇古季洛湖
馬內奇古季洛湖（俄语：Ма́ныч-Гуди́ло）是俄羅斯的大型鹹水湖，位於卡爾梅克共和國、羅斯托夫州和斯塔夫羅波爾邊疆區，面積344平方公里，平均深度只有約0.6米，是西馬內奇河的發源地。馬內奇古季洛湖是多種鳥類的棲息地，該地區冬天氣溫攝氏-30度，夏天攝氏40度。

## 外部連結
- Manych: Free Encyclopedia Articles at Questia.com Online Library